# Gewandhaus (Leipzig)

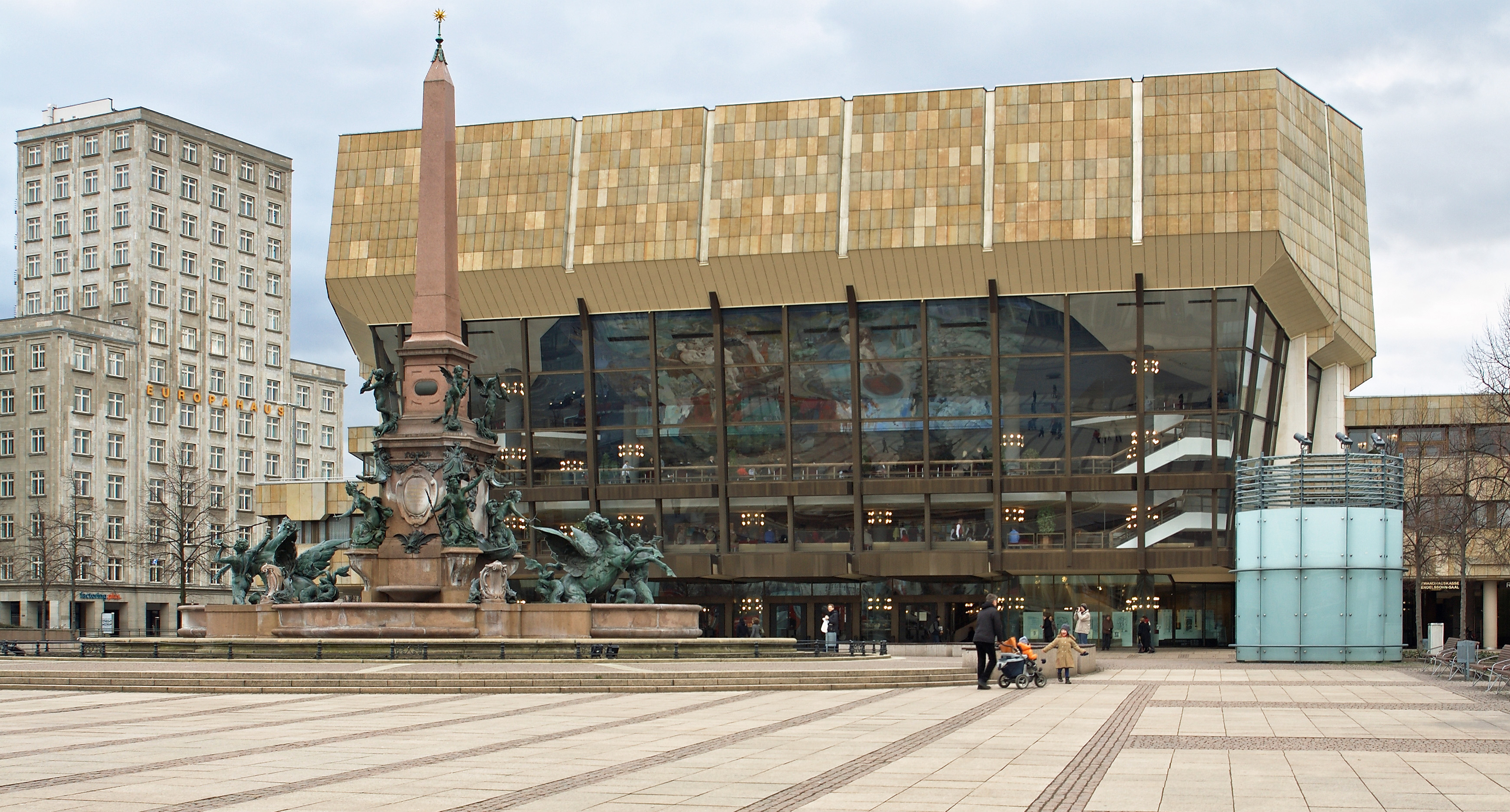
Gewandhaus actual

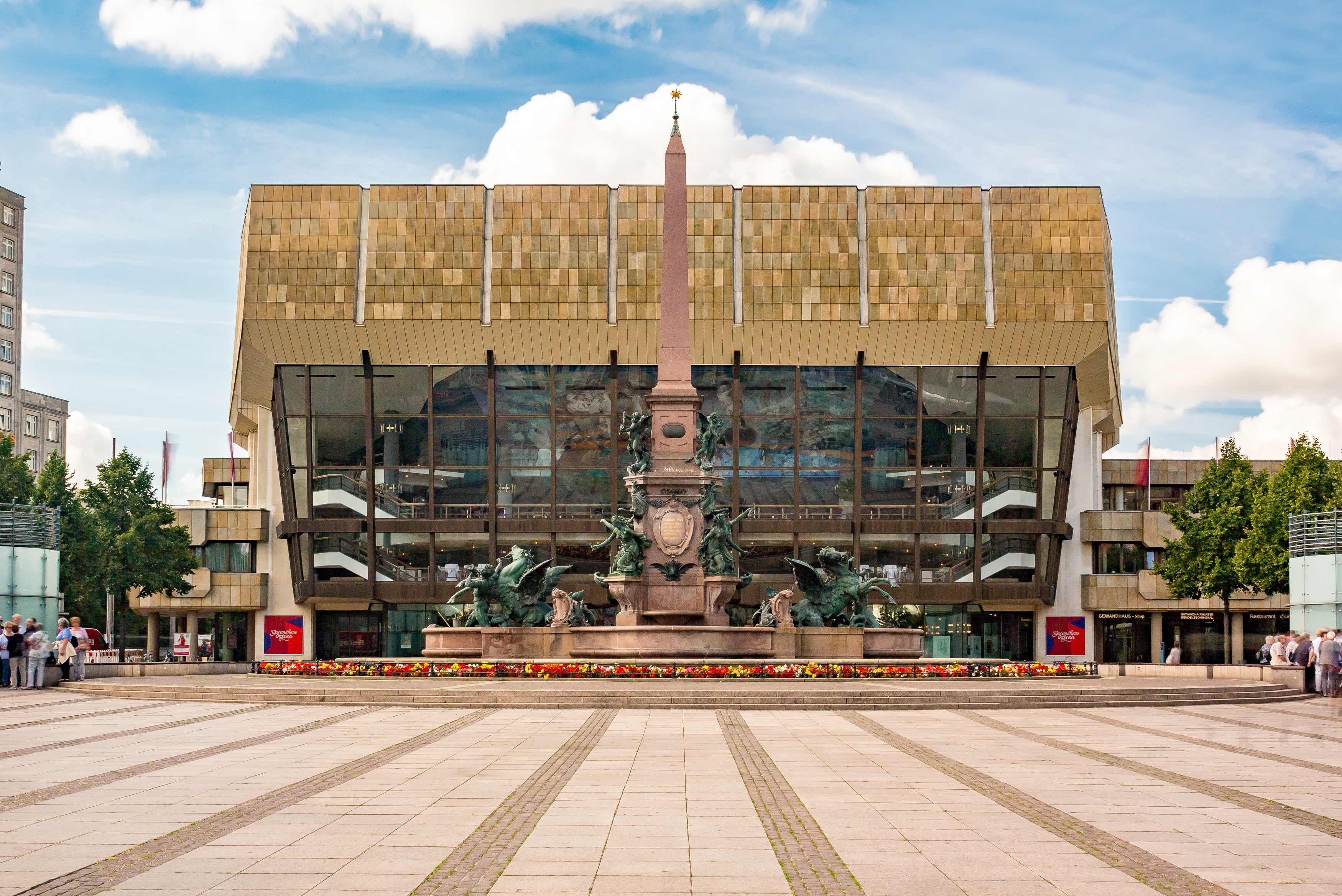
La Gewandhaus a l'Augustusplatz de Leipzig amb la Mendebrunnen (2016).

El Gewandhaus és una sala de concerts de la ciutat de Leipzig, a Alemanya. És la seu de l'Orquestra del Gewandhaus de Leipzig. És el tercer edifici que porta aquest nom i, com el segon, destaca per la seva acústica excel·lent.

## Història
- La primera sala de concerts va ser construïda el 1781 per l'arquitecte Johann Carl Friedrich Dauthe a l'interior del Gewandhaus, un edifici utilitzat pels comerciants de teixits.
- El segon Gewandhaus va ser dissenyat per Martin Gropius. Va obrir l'11 de desembre de 1884, i tenia una sala de concerts principal i una sala de música de cambra. Va ser destruïda en els bombardejos de la Segona Guerra Mundial entre 1943 i 1944.
- El tercer Gewandhaus d'Augustusplatz es va inaugurar el 8 d'octubre de 1981, dos-cents anys després que l'orquestra del Gewandhaus de Leipzig es traslladés a la sala original.